# 吉田喜昭
吉田 喜昭（よしだ よしあき、1937年〈昭和12年〉4月5日 - 2001年〈平成13年〉1月24日）は、日本の脚本家、絵本作家である。日本脚本家連盟信託者。生前は日本放送作家協会会員、東洋大学講師であった。『ムーミン』『昆虫物語 みなしごハッチ』等のテレビアニメーションの脚本家として知られ、『天才バカボン』『ど根性ガエル』『ジャングル黒べえ』『元祖天才バカボン』『ろぼっ子ビートン』ではメイン作家であった。
日本映画データベース等で混同されている、同時代に活動した脚本家の吉田義昭（1932年 - 1989年）は同音異字の別人、テレビドラマデータベース等で混同されている作詞家・作曲家の古田喜昭（1949年 - ）は一字違いの別人。

## 人物・来歴

### シナリオ修業と実写映画の時代
1937年（昭和12年）、岐阜県恵那郡中津町（現：中津川市）に生まれる。雪室俊一によれば、吉田は幼少時に急性灰白髄炎 （小児マヒ）を患い「手足の動きが不自由だった」という。
1956年（昭和31年）前後に岐阜県立中津高等学校を卒業し、東京都文京区白山の東洋大学文学部に進学、やがて同学を卒業する。満24歳になる1961年（昭和36年）8月に発行された『月刊シナリオ』（日本シナリオ作家協会）に掲載された「シナリオ修業の生活と意見」と題する座談会に、北村篤子（1933年 - ）、日活の蘇武道夫（生年不詳 - 1983年）、近代映画協会の松田昭三（1928年 - ）、段野利世子、松竹の今井金次郎とともに出席しており、同時点ではすでに脚本家としての修業を開始している。記録に残るもっとも早い時期の作品は、国際放映が製作した連続テレビ映画『忍者部隊月光』（1964年 - 1966年）の第66話、1965年（昭和40年）4月9日に放映された『アース・クェイク作戦 前篇』（監督福原博）である。同番組については途中の参加であったが、続篇の『新忍者部隊月光』も含めて、合計27話を書き、初期の代表作になる。1966年（昭和41年）4月27日に公開された石原裕次郎主演の劇場用映画『青春大統領』（監督江崎実生）の脚本に参加、「原案」とクレジットされた。

### テレビアニメーションの時代
1967年（昭和42年）4月1日に放映を開始した連続テレビアニメ映画『かみなり坊やピッカリ・ビー』でアニメ界に進出、同作の終了とともに1968年（昭和43年）4月6日に放映を開始した同じく『ファイトだ!!ピュー太』にも参加、毎日放送の子会社放送動画制作の製作物に脚本を提供した。『忍者部隊月光』の原作者である漫画家の吉田竜夫（1932年 - 1977年）が竜の子プロダクション（現在のタツノコプロ）で製作した連続テレビアニメ映画『おらぁグズラだど』の放映が1967年10月7日に開始、同作にも脚本家として参加、続いて、東京ムービーが製作、1968年3月30日に放映を開始した同じく『巨人の星』にも参加、吉田は、生涯を通じて、この2社と深く付き合うことになる。東京テレビ動画（のちの日本テレビ動画）が設立され、その第1作として製作された連続テレビアニメ映画『夕やけ番長』が1968年10月1日に放映を開始したが、同作にも脚本参加、以降、同社の作品も多く手掛けた。同社が唯一製作した劇場用映画『ヤスジのポルノラマ やっちまえ!!』（1971年9月24日公開）にも、脚本を提供している。
1971年（昭和46年）9月25日に放映を開始した『天才バカボン』では、「第1話」（第1回）の作家に抜擢、第3話（第2回）、第6話（第3回）と、同作は吉田作品でスタートを切り、吉田は同番組において合計20話を執筆した。
従来、学習雑誌等の仕事もしていたが、1976年（昭和51年）7月には、アニメーター、アニメ演出家の出崎統（筆名さきまくら、1943年 - 2011年）が絵を描き、吉田が文章を書くスタイルで絵本『ドングドンとことだま大王』を上梓する。以降、吉田は脚本家の仕事の傍ら、絵本作家としての仕事もこなしていく。タツノコ作品は、『おらぁグズラだど』に始まり、『ハクション大魔王』、『昆虫物語 みなしごハッチ』、『いなかっぺ大将』、『タイムボカン』と数多く手掛けてきたが、タイムボカンシリーズの第2作である『タイムボカンシリーズ ヤッターマン』では、1977年（昭和52年）7月30日に放映された第31話『ドビンソン・クロースルだコロン』以外は脚本を提供しておらず、同年9月5日に吉田竜夫が満45歳で死去、以降、長らくタツノコから離れた。
1980年代に入ると、1980年（昭和55年）10月11日に放映を開始した土田プロダクションの『まんがことわざ事典』、1981年（昭和56年）9月3日に放映を開始したナック（現在のICHI）の『まんが 水戸黄門』といった東京12チャンネル（現在のテレビ東京）作品を手がけている。1989年（平成元年）には、『昆虫物語 みなしごハッチ』がリメイクされたが、これに1話（第20話『おじいさんの秘密』）だけ参加している。タツノコプロでの仕事は、吉田竜夫の没後、12年ぶりであった。
『夕やけ番長』、『男どアホウ!甲子園』等の東京テレビ動画作品、『星の子チョビン』等でともにテレビアニメーションの脚本を書くことの多かった雪室俊一は、吉田を「温厚で人当たりもよく、だれからも愛されていた。どんな素材をも器用にこなし、締め切りに遅れることもなかった」と評した。雪室によれば、長年支えられていた妻を亡くした葬儀の日には、吉田は「弔問に訪れた演出家にすがりつき、子どものように号泣して悲しみをぶちまけた」という。晩年、吉田は出身校である東洋大学で講師を務めていたが、2001年（平成13年）に死去した。満63歳没。亡くなったのは、大学の講義を行った冬の日であったという。

## フィルモグラフィ
特筆以外すべて「脚本」である。東京国立近代美術館フィルムセンター（NFC）、デジタル・ミーム等での所蔵状況も記した。

### 1960年代
- 『忍者部隊月光』 : 原作吉田竜夫、主演水木襄、製作国際放映、1964年1月3日 - 1966年3月31日放映（連続テレビ映画・全117話）
  - 第66話『アース・クェイク作戦 前篇』 : 監督福原博、1965年4月9日放映
  - 第67話『アース・クェイク作戦 後篇』 : 監督福原博、1965年4月16日放映
  - 第76話『ブルーサファイア作戦 前篇』 : 監督福原博、1965年6月18日放映
  - 第77話『ブルーサファイア作戦 後篇』 : 監督福原博、1965年6月25日放映
  - 第80話『コマンドS作戦 前篇』 : 監督山田健、1965年7月16日放映
  - 第81話『コマンドS作戦 後篇』 : 監督山田健、1965年7月23日放映
  - 第90話『ブラック・ファイヤー作戦 前篇』 : 監督福原博、1965年9月24日放映
  - 第91話『ブラック・ファイヤー作戦 後篇』 : 監督福原博、1965年10月1日放映
  - 第94話『ゴースト作戦 前篇』 : 監督山田健、1965年10月22日放映
  - 第95話『ゴースト作戦 後篇』 : 監督山田健、1965年10月29日放映
  - 第96話『ブラッドプラン作戦 前篇』 : 監督石川義寛、1965年11月5日放映
  - 第97話『ブラッドプラン作戦 後篇』 : 監督石川義寛、1965年11月12日放映
  - 第104話『特別指令マキューラ潰滅作戦』 : 監督石川義寛、1965年12月31日放映
  - 第105話『まぼろし仮面作戦 前篇』 : 監督土屋啓之助、1966年1月6日放映
  - 第106話『まぼろし仮面作戦 後篇』 : 監督土屋啓之助、1966年1月13日放映
  - 第109話『ビー玉作戦 前篇』 : 監督福原博、1966年2月3日放映
  - 第110話『ビー玉作戦 後篇』 : 監督福原博、1966年2月10日放映
  - 第113話『黄金狂作戦 前篇』 : 監督山田健、1966年3月3日放映
  - 第114話『黄金狂作戦 後篇』 : 監督山田健、1966年3月10日放映
  - 第117話『まぼろし対決作戦』 : 監督土屋啓之助、1966年3月31日放映
- 『新忍者部隊月光』 : 原作吉田竜夫、主演水木襄、製作国際放映、1966年7月3日 - 同年10月2日放映（連続テレビ映画・全13話）
  - 第118話『ロケット大作戦』 : 監督土屋啓之助、1966年7月3日放映
  - 第119話『第二の仮面作戦 前篇』 : 監督土屋啓之助、1966年7月10日放映
  - 第120話『第二の仮面作戦 後篇』 : 監督土屋啓之助、1966年7月17日放映
  - 第123話『3ドラム作戦 前篇』 : 監督福原博、1966年8月14日放映
  - 第124話『3ドラム作戦 後篇』 : 監督福原博、1966年8月21日放映
  - 第127話『サイボーグ作戦 前篇』 : 監督山田健、1966年9月11日放映
  - 第128話『サイボーグ作戦 後篇』 : 監督山田健、1966年9月18日放映
- 『青春大統領』 : 企画銭谷功・メリー喜多川、監督江崎実生、脚本江崎実生・銭谷功、主演石原裕次郎、製作・配給日活、1966年4月27日公開（映倫番号 14392） - 池田淳と共同で原案、3分の上映用プリント（予告篇）をNFCが所蔵[6]
- 『かみなり坊やピッカリ・ビー』 : 製作斎藤賢、監督光延博愛、原作ムロタニツネ象、声の主演千秋ちあき、製作放送動画制作、1967年4月1日 - 1968年3月30日放映（連続テレビアニメ映画・全53回） - 鈴木良武・小川健一・畑中国明とともに脚本
- 『おらぁグズラだど』 : 製作吉田竜夫、監督笹川ひろし・原征太郎・西岡たかし・坂本雄作・瀬山義文・高橋良輔・西牧秀雄・木下蓮三・芹川有吾・林純夫・佐々木治次、原作笹川ひろし、声の主演大平透、製作タツノコプロダクション、1967年10月7日 - 1968年9月25日放映（連続テレビアニメ映画・全52回） - 笹川ひろし・鈴木良武・酒井仁・村林信一・芹川有吾・伊東恒久・山崎晴哉・陣野修・瀬間三枝子・出﨑哲・草川隆・板井れんたろうとともに脚本
- 『巨人の星』 : 監督長浜忠夫・御厨恭輔・斎藤博、原作梶原一騎・川崎のぼる、声の主演古谷徹、製作東京ムービー、1968年3月30日 - 1971年9月18日放映（連続テレビアニメ映画・全182回） - 山崎忠昭・松岡清治・佐々木守・辻真先・伊東恒久・伊上勝・斉藤次郎・松元力・島修司・さわきとおる・山崎晴哉・宇佐美寛・林すみ子・鈴木良武・竹内泰之・金子裕とともに脚本
- 『ファイトだ!!ピュー太』 : 原案ムロタニツネ象、構成斎藤賢・光延博愛・永沢詢、声の主演伊藤牧子、製作放送動画制作、1968年4月6日 - 同年9月28日放映（連続テレビアニメ映画・全26回）
  - 第2話『ねらわれた宇宙猿』 : 監督彦根のりお、1968年4月13日放映
  - 第7話『クビになったワルサー』 : 監督近藤英輔、1968年5月18日放映
  - 第9話『荒野の毛はえ薬』 : 監督正延宏三、1968年6月1日放映
  - 第14話『恐怖のプカプカ・マンション』 : 監督近藤英輔、1968年7月6日放映
- 『怪物くん』 : 監督大隅正秋、原作藤子不二雄、声の主演白石冬美、製作東京ムービー・スタジオ・ゼロ、1968年4月21日 - 1969年3月23日放映（連続テレビアニメ映画・全49回・全98話）
  - 第69話 『カメレオンマン来たるの巻』 :1968年12月15日放映
  - 第85話 『おれはかなしいヒヒ男の巻』 :1969年2月9日放映
  - 第86話 『第4のけらいの巻』 :1969年2月9日放映
  - 第97話 『ヒロシよさらばの巻』 :1969年3月23日放映
- 『夕やけ番長』 : 製作新倉雅美、監督木下蓮三・富野喜幸、原作梶原一騎・荘司としお、声の主演加藤みどり、製作東京テレビ動画、1968年10月1日 - 1969年3月29日放映（連続テレビアニメ映画・全36回） - 雪室俊一・山崎忠昭・辻真先とともに脚本
- 『六法やぶれクン』 : 監督岡部英二、原作佐賀潜、声の主演富山敬、製作東京ムービー、1969年4月28日 - 同年9月26日放映（連続テレビアニメ映画・全110回）
  - 第9話 『家を買ったらフスマやタタミは勝手に処分できない』 :1969年5月8日放映
  - 第12話 『身投げを助けたらぬれた着物は弁償してもらえる』 :1969年5月13日放映
  - 第13話 『結婚式の仲人はいつでも取りかえられる』 :1969年5月14日放映
  - 第29話 『「お帰りください」と云われて、帰らないと不退去罪になる』 :1969年6月5日放映
  - 第31話 『泥棒に目的の家を教えたら窃盗幇助罪になる』 :1969年6月9日放映
  - 第38話 『死ぬ前に全財産を使い果たしても相続人は文句は云えない』 :1969年6月18日放映
  - 第39話 『賭け麻雀を半年間に20回以上やると賭博常習犯になる』 :1969年6月19日放映
  - 第44話 『泥酔した友達を置き去りにすると一年以上の懲役になる』 :1969年6月26日放映
  - 第49話 『手のつけられないノイローゼには保佐人がつけられる』 :1969年7月3日放映
  - 第52話 『売れっ子のホステスを引き抜くと業務妨害罪になる』 :1969年7月8日放映
  - 第68話 『非行少年は相続人になれない』 :1969年7月30日放映
  - 第78話 『赤ん坊をかえりみない母親は親の資格を失い』 :1969年8月13日放映
  - 第81話 『他人の仕事場へ幽霊になって出ると業務妨害罪になる』 :1969年8月18日放映
  - 第84話 『なまけものの女房でも追い出すことはできない』 :1969年8月21日放映
  - 第87話 『売れっ妓を駆け落ちさせると業務妨害罪になる』 :1969年8月26日放映
  - 第92話 『ボインが小さいからでは婚約破棄の理由にならない』 :1969年9月2日放映
  - 第106話 『少女タレントの出演料は親が受け取ってはならない』 :1969年9月22日放映
- 『ハクション大魔王』 : 原作・製作吉田竜夫、企画鳥海尽三、総監督笹川ひろし、声の主演大平透、製作タツノコプロダクション、1969年10月5日 - 1970年9月27日放映（連続テレビアニメ映画・全52回）
  - 第36回『ロボット大魔王の話』 : 監督高橋資祐、1970年6月7日放映
  - 第37回『ハクションカメラ作戦の話』 : 監督高橋資祐、1970年6月14日放映
  - 第40回『大魔王は大先生の話』 : 監督高橋資祐、1970年7月5日放映
  - 第42回『アクビ女王陛下の話』 : 監督高橋資祐、1970年7月19日放映
- 『ムーミン』 : 原作トーベ・ヤンソン、声の主演岸田今日子、製作東京ムービー、1969年10月5日 - 1970年12月27日放映（連続テレビアニメ映画・全65話）
  - 第7話『さよならガオガオ』 : 監督大隅正秋、1969年11月16日放映
  - 第8話『ノンノンがあぶない』 : 監督大隅正秋、1969年11月23日放映 - 小沢洋と共同で脚本
  - 第12話『ムーミン谷のクリスマス』 : 監督大隅正秋、1969年12月21日放映 - 井上ひさしと共同で脚本
  - 第16話『謎のグノース博士』 : 監督大隅正秋、1970年1月18日放映
  - 第23話『ちびのミー大作戦』 : 監督大隅正秋、1970年3月8日放映
  - 第25話『おめでとうスノーク』 : 監督大隅正秋、1970年3月22日放映 - 松元力と共同で脚本
  - 第26話『ノンノンこっちむいて』 : 監督大隅正秋、1970年3月29日放映

### 1970年代
- 『昆虫物語 みなしごハッチ』 : 製作・原作吉田竜夫、企画鳥海尽三、監督九里一平・原征太郎・富野喜幸・鳥海永行、声の主演栗葉子、製作タツノコプロダクション、1970年4月7日 - 1971年12月28日放映（連続テレビアニメ映画・全91回） - 鳥海尽三・前里元義・陳野修・多地映一・梅田智江・滝三郎・金沢文平・柏戸比呂子・能加平・由起圭・山崎晴哉・桜井京介・池端俊策とともに脚本
- 『男どアホウ!甲子園』 : 製作高橋修之、企画藤井賢祐、監督野々あきら、原作佐々木守・水島新司、声の主演井上真樹夫、製作東京テレビ動画、1970年9月28日 - 1971年3月27日放映（連続テレビアニメ映画・全156回） - 佐々木守・井上知士・田村多津夫・山崎忠昭・雪室俊一とともに脚本
- 『いなかっぺ大将』 : 企画鳥海尽三・平谷寿敏、監督高橋資祐・笹川ひろし・高橋唯貴雄・案納正美・富野喜幸・西牧秀雄・鹿島昇、原作川崎のぼる、声の主演野沢雅子、製作タツノコプロダクション、1970年10月4日 - 1972年9月24日放映（連続テレビアニメ映画・全104回） - 鳥海尽三・牧野和夫・城山昇・武末勝・陣野修・柳川茂・森忠明・三宅直子・伊東恒久・平谷寿敏・太田イサム・布川侑司・小山高男とともに脚本
  - 第16回『花の姿はこの胸にだス 』 : 監督高橋資祐
  - 第19回『 わしは宮本武蔵だス』 : 監督案納正美
  - 第20回『男の道はつらいだス』 : 監督岡崎邦彦
  - 第27回『別れのつらさが身にしみるだス 』 : 監督高橋資祐
  - 第29回『ここががまんのしどころだス』 : 監督高橋唯貴雄
  - 第33回『当るも、当らぬも時の運だス』 : 監督案納正美
  - 第35回『わしは応援団長だス』 : 監督案納正美
  - 第39回『東海道は日本晴れだス』 : 監督案納正美
  - 第40回『愛して恋してニャンパラリだス』 : 監督案納正美
  - 第57回『語るも涙の話だス』 : 監督高橋唯貴雄
  - 第60回『ズッコケ消防署長だス』 : 監督高橋唯貴雄
  - 第63回『きりりとしめれば心がしまるだス』 : 監督布川郁司
  - 第68回『熱い血潮で耐えるだス』 : 監督布川郁司
  - 第69回『めでたくもあり、めでたくもなしだス』 : 監督西牧秀雄
  - 第87回『わしはボインに弱いだス』 : 監督高橋資祐
- 『いじわるばあさん』 : 監督武田晴道・杉山省一、原作長谷川町子、声の主演高松しげお、製作テアトルプロダクション、1970年10月3日 - 1971年8月18日放映（連続テレビアニメ映画・全40回） - 吉田進・岡本欣三・青野暉・柳下長太郎・鈴木良武・伊東恒久・雨宮雄児とともに脚本
- 『昆虫物語 みなしごハッチ』 : 監督久里一平、原作吉田竜夫、声の主演栗葉子、製作竜の子プロダクション、配給東宝、1970年12月19日公開（映倫番号 23223） - 鳥飼尽三・陳野修・前里元義と共同で脚本
- 『アンデルセン物語』 : 製作岩崎正美、原作ハンス・クリスチャン・アンデルセン、声の主演増山江威子・山田康雄、製作虫プロダクション、1971年1月3日 - 同年12月26日放映（連続テレビアニメ映画・カルピス劇場・全52話）
  - 第4話『鉛の兵隊』 : 監督杉山卓、1971年1月24日放映
  - 第18話『ぼくの父さん世界一』 : 監督吉良敬三、1971年5月2日放映
  - 第41話『小クラウス大クラウス』 : 監督神田武幸、1971年10月10日放映
  - 第45話『野の白鳥 呪われたお城』 : 監督神田武幸、1971年11月7日放映
  - 第46話『野の白鳥 エリサのひみつ』 : 監督神田武幸、1971年11月14日放映
  - 第47話『野の白鳥 がんばれエリサ』 : 監督神田武幸、1971年11月21日放映
- 『珍豪ムチャ兵衛』 : 企画河島治之、原作森田拳次、声の主演雨森雅司・曽我町子、製作東京ムービー、1971年2月15日 - 同年3月22日放映（連続テレビアニメ映画・全26回・全49話）
  - 第4話『珍説桃太郎の巻』 : 監督大石力、1971年2月16日放映
  - 第47話『教育おやじの巻』 : 監督斉藤博、1971年3月19日放映
- 『ムーミン』 : 製作黒川慶太郎、監督大隅正秋、原作トーベ・ヤンソン、声の主演岸田今日子、製作東京ムービー、配給東宝、1971年3月17日公開（映倫番号 23247）
- 『ヤスジのポルノラマ やっちまえ!!』 : 製作渡辺清、企画吉沢京夫・土橋寿男、監督三輪孝輝・高桑信一郎、原作谷岡ヤスジ、声の主演鈴木やすし、製作東京テレビ動画、配給日本ヘラルド映画、1971年9月24日公開（映倫番号 16890-2）
- 『天才バカボン』 : 製作藤岡豊、原作赤塚不二夫、声の主演雨森雅司、製作東京ムービー、1971年9月25日 - 1972年6月24日放映（連続テレビアニメ映画・全40回・全79話）
  - 第1話『バカボン一家だコニャニャチハ』 : 監督吉川惣司、1971年9月25日放映
  - 第3話『モシモシ早く生まれておいでね』 : 監督吉川惣司、1971年10月2日放映
  - 第6話『ハジメちゃんがはじめてしゃべったのだ』 : 監督吉川惣司、1971年10月9日放映
  - 第13話『都の西北ワセダのとなり』 : 監督吉川惣司、1971年11月6日放映
  - 第20話『俳句で電報うったのだ』 : 監督吉川惣司、1971年11月27日放映
  - 第24話『いぬがパパでねこがバカボンなのだ』 : 監督吉川惣司、1971年12月11日放映
  - 第30話『たこあげはタコにかぎるのだ』 : 監督吉川惣司、1972年1月1日放映
  - 第36話『ガッコウの先生がせめてくる』 : 監督吉川惣司、1972年1月22日放映
  - 第40話『バカボンの学芸会なのだ』 : 監督吉川惣司、1972年2月5日放映
  - 第42話『パパの10万円は夢なのだ』 : 監督吉川惣司、1972年2月12日放映
  - 第45話『それでもパパはヒイキするのだ』 : 監督斉藤博・岡部英二、1972年2月26日放映
  - 第47話『バカボンのクラス委員せんきょなのだ』 : 監督斉藤博・岡部英二、1972年3月4日放映
  - 第58話『別れはつらいものなのだ』 : 監督斉藤博・岡部英二、1972年4月8日放映
  - 第63話『バカボンのひとりたびなのだ』 : 監督斉藤博・岡部英二、1972年4月29日放映
  - 第67話『バカボンの結婚式なのだ』 : 監督斉藤博・岡部英二、1972年5月13日放映
  - 第69話『魚をつると密輸犯人にされるのだ』 : 監督斉藤博・岡部英二、1972年5月20日放映
  - 第74話『パパはゴルフでカッコいいのだ』 : 監督斉藤博・岡部英二、1972年6月3日放映
  - 第76話『パパのデベソは100円玉なのだ』 : 監督斉藤博・岡部英二、1972年6月10日放映
  - 第77話『パパが二人になったのだ』 : 監督斉藤博・岡部英二、1972年6月17日放映
  - 第79話『バカボン一家がサヨウナラ』 : 監督斉藤博・岡部英二、1972年6月24日放映
- 『いなかっぺ大将 猫も歩けば雀に当る出ス 当るも当らぬも時の運だス』 : 製作吉田健二・安達英男、企画鳥飼尽三・平谷寿敏、監督笹川ひろし・案納正美、原作川崎のぼる、声の主演野沢雅子、製作竜の子プロダクション、配給東宝、1971年12月12日公開（映倫番号 23340）
- 『正義を愛する者 月光仮面』 : 企画西野聖市、監督岡迫亘弘、原作川内康範、声の主演池水通洋、製作萬年社・ナック、1972年1月10日 - 同年10月2日放映（連続テレビアニメ映画・全39話） - 山崎晴哉・井上知士・佐脇徹らとともに脚本
- 『ムーミン』 : 製作岩崎正美、企画高橋茂人、原作トーベ・ヤンソン、声の主演岸田今日子、製作虫プロダクション、1972年1月9日 - 同年12月31日放映（連続テレビアニメ映画・カルピス子ども劇場・全52回）
  - 第4話『スナフキンが帰ってきた』 : 監督棚橋一徳、1972年1月30日放映
  - 第8話『ふしぎなスプーン』 : 監督不明、1972年2月27日放映
  - 第10話『署長さんがいなくなる』 : 監督不明、1972年3月12日放映
  - 第14話『メソメソ君のマイホーム』 : 監督不明、1972年4月9日放映
  - 第15話『ムダ騒動はムダ』 : 監督不明、1972年4月16日放映
  - 第16話『ミイってやさしいの?』 : 監督不明、1972年4月23日放映
  - 第25話『夏への扉』 : 監督小林三男、1972年6月25日放映
  - 第27話『ニョロニョロが怒った』 : 監督不明、1972年7月9日放映
  - 第31話『おかしなケンカ』 : 監督不明、1972年8月6日放映
  - 第37話『月夜になる鐘』 : 監督石黒昇、1972年9月17日放映
  - 第38話『赤い月の呪い』 : 監督立花遊、1972年9月24日放映
  - 第48話『こわれたくびかざり』 : 監督上梨満雄、1972年12月3日放映
  - 第52話『さらばムーミン谷』 : 監督上梨満雄、1972年12月31日放映
- 『新オバケのQ太郎』 : 企画川口晴年・藤井賢祐、監督長浜忠夫、原作藤子不二雄、声の主演堀絢子、製作東京ムービー、1971年9月1日 - 1972年12月27日放映（連続テレビアニメ映画・全70回・全135話）
  - 第59回『O次郎のお嫁さんの巻』 : 1972年10月11日放映
  - 第60回『オバケ新聞社の巻』 : 1972年10月18日放映
  - 第62回『正義の味方オバケ新聞社の巻』 : 1972年11月1日放映
- 『天才バカボン 別れはつらいものなのだ』 : 監督斎藤博、原作赤塚不二夫、声の主演雨森雅司、製作東京ムービー、配給東宝、1972年7月22日公開（映倫番号 23445-2）
- 『ど根性ガエル』 : 原作吉沢やすみ、声の主演野沢雅子、製作東京ムービー、1972年10月7日 - 1974年9月28日放映（連続テレビアニメ映画・全103回・全206話）
  - 第4話『おとこ涙のサングラスの巻』 : 監督岡部英二、1972年10月14日放映
  - 第8話『かりもかりたりすごいものの巻』 : 監督岡部英二、1972年10月28日放映
  - 第10話『お礼はキッスの巻』 : 監督岡部英二、1972年11月4日放映
  - 第11話『ぼくのマリヤちゃんの巻』 : 監督岡部英二、1972年11月11日放映
  - 第14話『マリヤのヘンなクセの巻』 : 監督岡部英二、1972年11月18日放映
  - 第16話『ブラボー!ヨシコ先生の巻』 : 監督岡部英二、1972年11月25日放映
  - 第18話『おー!!わがとうちゃんの巻』 : 監督長浜忠夫、1972年12月2日放映
  - 第23話『どうするどうするクリスマスの巻』 : 監督長浜忠夫、1972年12月23日放映
  - 第29話『おヨメさんのためならの巻』 : 監督長浜忠夫、1973年1月13日放映
  - 第36話『ほれちゃあいけねえ先生の巻』 : 監督長浜忠夫、1973年2月10日放映
  - 第40話『出前もちひろしの巻』 : 監督長浜忠夫、1973年2月24日放映
  - 第47話『ちこくをしましょうの巻』 : 監督長浜忠夫、1973年3月24日放映
  - 第49話『キスマークチュッチュッの巻』 : 監督長浜忠夫、1973年3月31日放映
  - 第53話『おお!バカガエルの巻』 : 監督長浜忠夫、1973年4月14日放映
  - 第64話『ラーメン食べたばっかりにの巻』 : 監督長浜忠夫、1973年5月19日放映
  - 第68話『町田先生撃退大作戦の巻』 : 監督長浜忠夫、1973年6月2日放映
  - 第70話『誓いのホームランの巻』 : 監督長浜忠夫、1973年6月9日放映 - 石倉俊文と共同で脚本
  - 第71話『雨の中のふたりの巻』 : 監督長浜忠夫、1973年6月16日放映
  - 第72話『くじらくんの涙の巻』 : 監督長浜忠夫、1973年6月16日放映
  - 第76話『ピョン吉学校へくるなの巻』 : 監督長浜忠夫、1973年6月30日放映
  - 第83話『呪いの宿直室の巻』 : 監督長浜忠夫、1973年7月28日放映
  - 第86話『不思議な不思議な病気の巻』 : 監督長浜忠夫、1973年8月4日放映
  - 第90話『鐘がゴーンと鳴りゃうらめしや～ッの巻』 : 監督長浜忠夫、1973年8月18日放映
  - 第106話『大決闘!梅さん対新八!!の巻』 : 監督長浜忠夫、1973年10月13日放映
  - 第109話『ヨシコ先生の一日奥さまの巻』 : 監督長浜忠夫、1973年10月27日放映
  - 第111話『ギャーッ!大ケガの巻』 : 監督長浜忠夫、1973年11月3日放映
  - 第115話『ひっちゃかめっちゃか授業参観の巻』 : 監督長浜忠夫、1973年11月17日放映
  - 第123話『ひろし・京子の迷コンビスケーターの巻』 : 監督長浜忠夫、1973年12月15日放映
  - 第124話『さすが大物たちだ!!の巻』 : 監督長浜忠夫、1973年12月15日放映
  - 第127話『もちつきペッタン大騒動の巻』 : 監督長浜忠夫、1973年12月29日放映
  - 第129話『花のお江戸の平面ガエルの巻』 : 監督長浜忠夫、1974年1月5日放映
  - 第139話『美しき雪ダルマの巻』 : 監督長浜忠夫、1974年2月9日放映
  - 第141話『お弁当売りますの巻』 : 監督長浜忠夫、1974年2月16日放映
  - 第149話『親子ゲンカ大ゲンカの巻』 : 監督長浜忠夫、1974年3月16日放映
  - 第155話『おお!サングラスの君』 : 監督長浜忠夫、1974年4月6日放映
  - 第163話『学校荒しは誰だ!?』 : 監督長浜忠夫、1974年5月4日放映
  - 第177話『おお、孝行息子』 : 監督長浜忠夫、1974年6月22日放映
  - 第181話『おしかけた南先生』 : 監督長浜忠夫、1974年7月6日放映
  - 第195話『幽霊アパート』 : 監督長浜忠夫、1974年8月24日放映
  - 第203話『PTA会長はだれだ!?』 : 監督長浜忠夫、1974年9月21日放映
- 『ジャングル黒べえ』 : 企画楠部三吉郎・引野芳照・石井照子、監督出崎統、原作藤子不二雄、声の主演肝付兼太、製作東京ムービー、1973年3月2日 - 同年9月28日放映（連続テレビアニメ映画・全31回・全61話）
  - 第2回『神さまさかだちベッカンコの巻』 : 1973年3月9日放映
  - 第6回『パンを守って恩がえしの巻』 : 1973年4月6日放映
  - 第6回『なにがなんでも背をのばせ!の巻』 : 1973年4月6日放映
  - 第8回『黒べえがママでーすの巻』 : 1973年4月20日放映
  - 第16回『パンツをはいたブルドッグの巻』 : 1973年6月15日放映
  - 第20回『強敵ガックあらわる!の巻』 : 1973年7月13日放映
  - 第20回『黒べえ対ガック、夕陽の決闘の巻』 : 1973年7月13日放映
  - 第26回『食っちゃうぞ!パクパクペリカンの巻』 : 1973年8月24日放映
  - 第27回『黒べえ涙の男泣きの巻』 : 1973年8月31日放映
  - 第29回『あっ、人魚姫が食べられたの巻』 : 1973年9月14日放映
- 『ジャングル黒べえ』 : 監督出崎統、原作藤子不二雄、声の主演肝付兼太、製作東京ムービー、配給東宝、1973年3月17日公開（映倫番号 23583）
- 『ゼロテスター』（『0テスター』） : 企画三輪弘・岸本吉功、監督高橋良輔、原作鈴木良武、声の主演神谷明、製作東北新社、1973年10月1日 - 1974年12月30日放映（連続テレビアニメ映画・全66話）
  - 第35回『出現!メカ植物ダイラー』 : 1974年5月27日放映
  - 第38回『ゼロロボット登場』 : 1974年6月17日放映
  - 第46回『妖怪ガマガロス』 : 1974年8月12日放映
  - 第52回『スリースター号発進』 : 1974年9月23日放映
  - 第59回『爆弾を脱出せよ!』 : 1974年11月11日放映
- 『空手バカ一代』 : 企画小澤英輔・稲田伸生、監督岡部英二・出崎統、原作梶原一騎・つのだじろう、声の主演田中信夫、製作東京ムービー、1973年10月3日 - 1974年9月25日放映（連続テレビアニメ映画・全47回）
  - 第3回『正義と力の空手道』 : 1973年10月17日放映
  - 第4回『天狗と少年』 : 1973年10月24日放映
  - 第10回『耐えて耐えて耐えぬいて』 : 1973年12月5日放映
  - 第14回『血の脱獄』 : 1974年1月9日放映
  - 第15回『有明省吾は死んだ』 : 1974年1月16日放映
  - 第22回『命がけの脱出』 : 1974年3月13日放映
  - 第29回『カラテチョップ!力道山』 : 1974年5月8日放映
  - 第38回『人間風車カポエラ』 : 1974年7月24日放映
- 『星の子チョビン』 : 企画金原文雄・田中大三・広岡修・忠隈昌、監督りん・たろう、原作石森章太郎、声の主演白石冬美、製作渡辺企画、1974年4月5日 - 同年9月27日放映（連続テレビアニメ映画・全26話） - 雪室俊一・加藤有芳・浪江志摩・藤川桂介・金子裕・いとうひさし・吉川惣司・髙山由紀子・星山博之とともに脚本
- 『ドンチャック物語』 : 企画近藤伯雄・西野清市・西條克麿・茂垣弘道、監督高垣幸蔵・山本功、原作小泉志津男・成田マキホ、声の主演沢田和子、製作後楽園スタヂアム・ナック、1975年4月5日 - 同年9月27日放映（連続テレビアニメ映画・全26話）
  - 第14回『ザワザワ森のカミナリさま』 : 1975年7月5日放映
  - 第15回『オイラは森の英雄だい!』 : 1975年7月12日放映
  - 第17回『ザワザワ森の怪事件』 : 1975年7月26日放映
  - 第18回『子どもの家をつくろう』 : 1975年8月2日放映
  - 第22回『不思議なおとしもの』 : 1975年8月30日放映
  - 第24回『パパの趣味はひとさわがせ』 : 1975年9月13日放映
  - 第26回『ザワザワ森の日食』 : 1975年9月27日放映（最終回）
- 『わんぱく大昔クムクム』 : 企画柴山達雄、監督りんたろう、原作安彦良和、声の主演田上和枝、製作ITCジャパン、1975年10月3日 - 1976年3月26日放映（連続テレビアニメ映画・全26話） - 多地映一・安彦良和とともに脚本
- 『勇者ライディーン』 : 企画宮崎慎一・小澤英輔・岸本吉功、原作鈴木良武、声の主演神谷明、製作東北新社、1975年4月4日 - 1976年3月26日放映（連続テレビアニメ映画・全50話）   
  - 第6話『奪回!巨大トータスの人質』 : 監督富野喜幸、1975年5月9日放映
- 『タイムボカン』 : 製作吉田竜夫、企画鳥海尽三・酒井あきよし・柳川茂、総監督笹川ひろし、原作タツノコプロ企画室、声の主演太田淑子、製作タツノコプロダクション、1975年10月4日 - 1976年12月25日放映（連続テレビアニメ映画・全61話）   
  - 第3話『恐怖の魔女狩りだペッチャ』 : 監督岡本良雄・佐々木皓一、1975年10月18日放映
  - 第10話『かっこいい忍者だペッチャ』 : 監督秦泉寺博、1975年12月6日放映
  - 第23話『黄門さまはステキだペッチャ』 : 監督案納正美・笹川ひろし、1976年3月13日放映
- 『元祖天才バカボン』 : 企画吉川斌、原作赤塚不二夫、声の主演雨森雅司、製作東京ムービー、1975年10月6日 - 1977年9月26日放映（連続テレビアニメ映画・全）
  - 第3話『もしもしカメよカメさまなのだ』 : 監督御厨恭輔、1975年10月13日放映
  - 第5話『わしは新聞にだまされたのだ』 : 監督高屋敷英夫、1975年12月20日放映
  - 第12話『おまわりさんの趣味は大きいのだ』 : 監督御厨恭輔、1975年11月10日放映
  - 第24話『わしはサンタクロースなのだ』 : 監督吉田茂承、1975年12月22日放映
  - 第25話『忘年会は命がけなのだ』 : 監督御厨恭輔、1975年12月29日放映
  - 第39話『九官鳥は王子なのだ』 : 監督さきまくら、1976年2月16日放映
  - 第41話『おまわりさんのバースデーなのだ』 : 監督御厨恭輔、1976年3月1日放映
  - 第47話『死にたい人ほど生きるのだ』 : 監督竹内啓雄、1976年3月15日放映
  - 第50話『絵かきさんは英語なのだ』 : 監督吉田茂承、1976年3月22日放映
  - 第51話『ガンクツ王の復讐なのだ』 : 監督高屋敷英夫、1976年3月29日放映
  - 第58話『ゆうかい犯人はオカシなのだ』 : 監督御厨恭輔、1976年4月19日放映
  - 第63話『母の日はピストルにうたれるのだ』 : 監督竹内啓雄、1976年5月10日放映
  - 第65話『ユカイカイカイキキカイカイなのだ』 : 監督さきまくら、1976年5月17日放映
  - 第83話『おとなはおとなとあそびなさい』 : 監督竹内啓雄、1976年7月19日放映
  - 第135話『脱走犯人はかわいそうなのだ』 : 監督さきまくら、1977年1月24日放映
  - 第139話『おまわりさんのシンマイなのだ』 : 監督吉田茂承、1977年2月27日放映
  - 第145話『こどものまねはいけないのだ』 : 監督さきまくら、1977年2月28日放映
  - 第150話『おまわりさんと旅をするのだ』 : 監督福富博、1977年3月21日放映
  - 第154話『バカ田大学想い出日記』 : 監督吉田茂承、1977年4月4日放映
  - 第160話『ともだちはライバルなのだ』 : 監督さきまくら、1977年4月25日放映
  - 第167話『命の恩人には弱いのだ』 : 監督御厨恭輔、1977年5月16日放映
  - 第169話『恐怖の反対人間なのだ』 : 監督棚橋一徳、1977年5月23日放映
  - 第174話『交番ジャックなのだ』 : 監督御厨恭輔、1977年6月13日放映
  - 第176話『おまわりさんはUFOなのだ』 : 監督御厨恭輔、1977年6月20日放映
  - 第181話『ドロボウ前の男なのだ』 : 監督棚橋一徳、1977年7月18日放映
  - 第184話『ゴの勝負のユーレイなのだ』 : 監督さきまくら、1977年7月18日放映
  - 第196話『ガマンで勝負なのだ』 : 監督馬場和雄、1977年8月29日放映
- 『ろぼっ子ビートン』 : 企画渋江靖夫・松島忠・忠隈昌、監督大隅正秋、原作大隅正秋・飛行船企画、声の主演桂玲子・白石冬美、製作東北新社・東急エージェンシー、1976年10月12日 - 1977年9月27日放映（連続テレビアニメ映画・全50話）
  - 第1回『ジャーンと誕生!!』 : 監督立花遊、1976年10月12日放映
  - 第2回『あの子にドキドキ』 : 監督出崎哲、10月19日放映
  - 第3回『ヘトヘト!?誕生日』 : 監督小林三男、10月26日放映
  - 第16回『それ行け!宝捜し』 : 監督四辻たかお、1977年2月1日放映
  - 第17回『感激!涙の演奏会』 : 監督石黒昇、1977年2月8日放映
  - 第21回『流しビナのゆくえ』 : 監督四辻たかお、1977年3月8日放映
  - 第24回『初恋(秘)物語』 : 監督出崎哲、1977年3月29日放映
  - 第29回『鯉のぼり大空中戦』 : 監督出崎哲、1977年5月3日放映
  - 第38回『七夕の夜に天の川でネンネン星みつけた』 : 監督立花遊、1977年7月5日放映
  - 第45回『ドーンと花火騒動』 : 監督四辻たかお、1977年8月23日放映
  - 第46回『ネンネン大ピンチ』 : 監督坂田ゆう、1977年8月30日放映
  - 第48回『ゲンコツの思い出』 : 監督原田益次、1977年9月13日放映
- 『新ドン・チャック物語』 : 企画近藤伯雄、監督関田修、原作小泉志津男・成田マキホ、声の主演沢田和子、製作ナック、1976年4月7日 - 1978年3月25日放映（連続テレビアニメ映画・全73回）
  - 第4回『ザワザワ森の春まつり』 : 監督秦泉寺博
  - 第6回『おおかみシルバーがやって来た!』 : 監督秦泉寺博
  - 第15回『誰かが助けを呼んでいる!!』
  - 第16回『ドロドロ沼探検隊』
  - 第18回『メエ先生が狙われている!!』
  - 第26回『なぞの訪問者』
  - 第28回『にくしみをのりこえて』
  - 第31回『盗まれた王者の壷』
  - 第36回『仮面の王子さま』
  - 第44回『わるものダーティの命を救え!』
  - 第48回『恐怖の一夜』
  - 第51回『メエ先生のいない間の大事件』
  - 第54回『大騒動!! ザワザワ森』
  - 第56回『悲しみの旅のはてに』
  - 第58回『大あわて ガンテツ大王』
  - 第65回『鳩がはこんだ友情』
  - 第71回『困ったなまけもの』
- 『おれは鉄兵』 : 企画大場伊紘・別紙壮一、監督長浜忠夫・吉田茂承、原作ちばてつや、声の主演野沢雅子、製作日本アニメーション、1977年9月12日 - 1978年3月27日放映（連続テレビアニメ映画・全28回）  
  - 第6回『十二年目の再開』 : 1977年10月24日放映
  - 第7回『上杉家の亡霊』 : 1977年10月31日放映
  - 第10回『泣いてうれしい大暴れ』 : 1977年11月21日放映
  - 第15回『けんかならまかせてよ』 : 1977年12月26日放映
  - 第16回『やったぜけんか剣法』 : 1978年1月9日放映
  - 第21回『オヤジの脱出大作戦』 : 1978年2月6日放映
  - 第22回『帰ってきた暴れん坊』 : 1978年2月13日放映
  - 第23回『合宿って楽しいな!』 : 1978年2月20日放映
  - 第26回『対抗試合はもらった!』 : 1978年3月13日放映
  - 第28回『やったぜ鉄兵トンボ剣法!』 : 1978年3月27日放映
- 『タイムボカンシリーズ ヤッターマン』 : 製作吉田竜夫・吉田健二、企画鳥海尽三・酒井あきよし、監督笹川ひろし、原作タツノコプロ企画室、声の主演太田淑子、製作タツノコプロ、1977年1月1日 - 1979年1月27日放映（連続テレビアニメ映画・全108話）  
  - 第31話『ドビンソン・クロースルだコロン』 : 監督芦田豊雄・長谷川康雄、1977年7月30日放映
- 『星の王子さま プチ・プランス』 : 企画西野清市・島谷陽一郎、監督安彦良和・関田修・鹿島典夫、原作サン・テグジュペリ、声の主演松野達也、製作ナック・明通企画、1978年7月4日 - 1979年3月27日ま放映（連続テレビアニメ映画・全35回）
- 『銀河鉄道999』 : 企画別所孝治・横山賢二・小湊洋市、原作松本零士、声の主演野沢雅子、製作東映動画、1978年9月14日 - 1981年3月26日放映（連続テレビアニメ映画・全113話）
  - 第3話『タイタンの眠れる戦士』 : 監督湯山邦彦、1978年9月28日放映
  - 第9話『トレーダー分岐点 前編』 : 監督湯山邦彦、1978年11月9日放映
  - 第10話『トレーダー分岐点 後編』 : 監督新田義方、1978年11月16日放映
  - 第15話『水の国のベートーベン』 : 監督新田義方、1978年12月21日放映
  - 第18話『泥のメーテル』 : 監督明比正行、1979年1月11日放映
  - 第20話『プロフェッショナル魂』 : 監督生頼昭憲、1979年1月25日放映
  - 第23話『原始惑星の女王』 : 監督明比正行、1979年2月15日放映
  - 第29話『サケザン大陸』 : 監督明比正行、1979年4月5日放映
  - 第32話『停時空間のかじられ星』 : 監督久岡敬史・箕ノ口克己、1979年4月26日放映
  - 第36話『大酋長サイクロプロス』 : 監督井内秀治、1979年6月7日放映
  - 第58話『足音村の足音』 : 監督葛西治、1979年12月20日放映
- 『花の子ルンルン』 : 企画春日東・山口康男、監督設楽博、原作神保史郎、声の主演岡本茉利、製作旭通信社・東映、1979年2月9日 - 1980年2月8日放映（連続テレビアニメ映画・全50話）
  - 第6話『ぶどう畑のお婆ちゃん』 : 監督本庄克彦、1979年3月16日放映
- 『サイボーグ009』 : 企画小泉美明・飯島敬・鈴木武幸、原作石森章太郎、声の主演井上和彦、製作東映、1979年3月6日 - 1980年3月25日放映（連続テレビアニメ映画・全50話）
  - 第13話『姿なき暗殺者』 : 監督広川和之、1979年5月29日放映
  - 第15話『恐怖の異常植物』 : 監督三浦将則、1979年6月12日放映
  - 第17話『阻止せよ! Xの悲劇』 : 監督滝沢敏文、1979年7月3日放映
  - 第22話『ネオ・ブラックゴーストの挑戦』 : 監督三浦将則、1979年8月7日放映
  - 第28話『サイボーグ帝国をたたけ!』 : 監督滝沢敏文、1979年10月2日放映
  - 第35話『悲しき友情のケルン』 : 監督滝沢敏文、1979年12月4日放映
  - 第45話『東洋のイエス 前編』 : 監督井口宏一、1980年2月19日放映
- 『こぐまのミーシャ』 : 製作本橋浩一、企画佐藤昭司、監督新田義方、声の主演横沢啓子、製作日本アニメーション、1979年10月6日 - 1980年4月5日放映（連続テレビアニメ映画・全26話）
  - 第6話『嵐の中のミーシャ』 : 1979年11月10日放映
  - 第7話『トド署長大いに怒る』 : 1979年11月17日放映
  - 第8話『奇怪千万な家出』 : 1979年11月24日放映
  - 第14話『飛行士ドビンスキー登場』 : 1980年1月5日放映
  - 第15話『小さなおまわりさんと大きな犯人』 : 1980年1月12日放映
  - 第17話『おかしな兄弟』 : 1980年1月26日放映
  - 第20話『アホー鳥はアホーじゃない!』 : 1980年2月16日放映
  - 第24話『トド署長牢屋に入る』 : 1980年3月22日放映
- 『ドラえもん』 : 原作藤子・F・不二雄、声の主演大山のぶ代、製作シンエイ動画、1979年4月2日 - 2005年3月18日放映（連続テレビアニメ映画・全1787話） - 脚本（初期の1980年前後に参加）

### 1980年代
- 『銀河鉄道999 ガラスのクレア』 : 企画横山賢二・小湊洋市、監督井内秀治・湯山邦彦、原作松本零士、声の主演野沢雅子、製作東映動画、配給東映、1980年3月15日公開（映倫番号 24419） - 藤川桂介と共同で脚本
- 『まんがことわざ事典』 : 企画坂梨港、監督近藤英輔、声の主演宮内幸平、製作土田プロダクション、1980年10月11日 - 1982年6月27日放映（連続テレビアニメ映画・全話数不明） - 多地映一・雨宮雄児・伊東恒久・山崎晴哉・大川久男・田代淳二・福野井英司・渡辺臣蔵・吉田健次郎らとともに脚本
- 『まんが 水戸黄門』 : 製作西野聖市、企画西條剋麿、監督岡迫和之・新田義方、声の主演杉田俊也、製作ナック、1981年9月3日 - 1982年7月15日放映（連続テレビアニメ映画・全46話） - 伊東恒久・荒木芳久・水野均・吉田進とともに脚本
- 『マンザイ太閤記』 : 製作藤岡豊・片岡哲生、監督沢田隆治・高屋敷英夫、声の主演ザ・ぼんち、製作東京ムービー新社、配給松竹、1981年11月28日公開（映倫番号 110544） - 高屋敷英夫・城山昇・鈴木良武・伊東恒久・山崎晴哉と共同で脚本
- 『とんでモン・ペ』 : 企画鍋島進二・荻野宏・加藤俊三、監督吉田しげつぐ、原作たいら文平・いまいかおる、声の主演天地総子、製作旭通信社・東京ムービー新社、1982年6月5日 - 1983年4月2日放映（連続テレビアニメ映画・全42話） - 朝倉千筆・金子裕・篠崎好・奥村俊雄・寺田憲史とともに脚本
- 『巨人の星』 : 総指揮梶原一騎、監督長浜忠夫・出崎統、原作梶原一騎・川崎のぼる、構成山崎晴哉、声の主演古谷徹、製作三協映画、配給富士映画、1982年8月21日公開（映倫番号 110709） - 松岡清治・辻真先・山崎忠昭・斉藤次郎・佐々木守・松本力・佐脇徹と共同で脚本協力
- 『忍者マン一平』 : 企画吉川斌、監督高屋敷英夫、原作河合一慶、声の主演井上瑶、製作東京ムービー新社、1982年10月4日 - 12月24日放映（連続テレビアニメ映画・全13話）
  - 第3話『ちょっと古いぜ亀の丞』 : 監督康村正一、1980年10月18日放映
  - 第8話『さかさま忍者がやってきた』 : 監督はしもとなおと、1980年11月22日放映
  - 第11話『雪山特訓は楽しいぜ』 : 監督望月智充、1980年12月13日放映
- 『フクちゃん』 : 製作、企画碓氷夕焼・佐久間晴夫、監修笹川ひろし、監督藤みねお、原作横山隆一、声の主演坂本千夏、製作シンエイ動画、1982年11月2日 - 1984年3月27日放映（連続テレビアニメ映画・全71回・全142話）
- 『コアラボーイ コッキィ』 : 企画長田義弘・白川大作・原徹、監督棚沢隆、声の主演藤田淑子、製作博報堂・OSADA Co.、1984年10月4日 - 1985年3月28日放映（連続テレビアニメ映画・全26回・全52話）
  - 第2回『ユーカリを守れ』 : 監督棚沢隆、1984年10月11日放映
  - 第6回『バニーの看護婦さん』 : 監督石黒育、1984年11月8日放映
  - 第6回『空とぶドクター』 : 監督轟大輔、1984年11月8日放映
  - 第12回『パパの作った料理』 : 監督轟大輔、1984年12月20日放映
  - 第16回『ゆうれい船が現れた』 : 監督石黒育、1985年1月17日放映
- 『Oh!ファミリー』 : 企画西野聖市、監督落合正宗、原作渡辺多恵子、声の主演富山敬、製作ナック、1986年10月6日 - 1987年3月30日放映（連続テレビアニメ映画・全26話）
  - 第4話『アダムとイブ』 : 監督棚橋一徳、1986年10月27日放映
  - 第11話『7人目のファミリー』 : 監督殿勝秀樹、1986年12月15日放映
  - 第16話『聖母が街にやってくる』 : 監督浅田裕二、1987年1月19日放映
  - 第24話『パパ大好き!』 : 監督殿勝秀樹、1987年3月16日放映
- 『昆虫物語 みなしごハッチ』 : 製作九里一平、企画成嶋弘毅・嶋村一夫・堀越徹、原作吉田竜夫、声の主演石川ひとみ、製作タツノコプロ・読売広告社、1989年7月21日 - 1990年8月31日放映（連続テレビアニメ映画・全55話）
  - 第20話『おじいさんの秘密』 : 監督白旗伸朗、1989年12月15日放映 - 藤本さとしと共同で脚本
- 『ハックルベリィの冒険』 : 監督光延博愛・小華和為雄・樋口雅一、原作マーク・トウェイン、声の主演野沢雅子、製作ヘラルドエンタープライス・グループタック、配給日本ヘラルド映画、1991年8月16日公開（映倫番号 不明） - 佐々木守・阿部桂一と共同で脚本

## ビブリオグラフィ
国立国会図書館蔵書を中心とした一覧である。
- 座談会「シナリオ修業の生活と意見」山内久・北村篤子・蘇武道夫・吉田喜昭・松田昭三・段野利世子・今井金次郎 : 『月刊シナリオ』第17巻第8号通巻第158号、日本シナリオ作家協会、1961年8月発行、p.68-74.
- 『理科3年』（学研まんがピッポくんシリーズ） : 学習研究社、1974年発行 - 高橋良輔・草川隆と共同で構成
- 『ドングドンとことだま大王』（創作絵ものがたり 13） : 絵さきまくら、アリス館牧新社、1976年7月発行 - 作
- 『かぞえよう1・2・3』（こどもアニメえほん 3） : 画松田辰彦、ポプラ社、1976年12月発行 ISBN 4591018024 - 文
- 『たのしいABC』（こどもアニメえほん） : 絵猿山二郎、ポプラ社、1977年6月発行 ISBN 4591018032 - 文
- 『かさとおじぞうさん』（母と子のアニメ絵本 3） : 集英社、1977年12月発行 ISBN 4082900136 - 文
- 『かめのおんがえし』（母と子のアニメ絵本 11） : 集英社、1978年1月発行 ISBN 408290042X - 文
- 『かさじぞう』（学研ひとりよみ名作 12） : 絵山田ゴロ、学習研究社、1978年12月発行 ISBN 4050033798 - 文
- 『かぐやひめ』（学研ひとりよみ名作 31） : 絵斉藤久雄、学習研究社、1981年10月発行 ISBN 4050043580 - 文
- 『あかいくつ』（学研ひとりよみ名作 33） : 作アンデルセン、絵上北きさ・上北みな、学習研究社、1981年11月発行 ISBN 4050043602 - 文
- 『はくちょうのおうじ』（学研ひとりよみ名作 35） : 作アンデルセン、絵菜摘ペコ、学習研究社、1982年1月発行 ISBN 405004451X - 文
- 『おはなしイソップ』（学研ひとりよみ名作 36） : 作イソップ、絵大村光正、学習研究社、1982年1月発行 ISBN 4051024075 - 文